# 卡門鎮
33°15′S 56°1′W / 33.250°S 56.017°W
卡門鎮（西班牙語：Villa del Carmen），是烏拉圭的城鎮，位於該國中部，由杜拉斯諾省負責管轄，處於杜拉斯諾以東55公里，始建於1874年6月10日，海拔高度163米，2011年人口2,692。